# Famille de Kerouartz
La famille de Kerouartz est une famille subsistante de la noblesse française originaire de Bretagne. Elle s'est distinguée avec Frédéric et Oswen de Kerouartz.

## Histoire

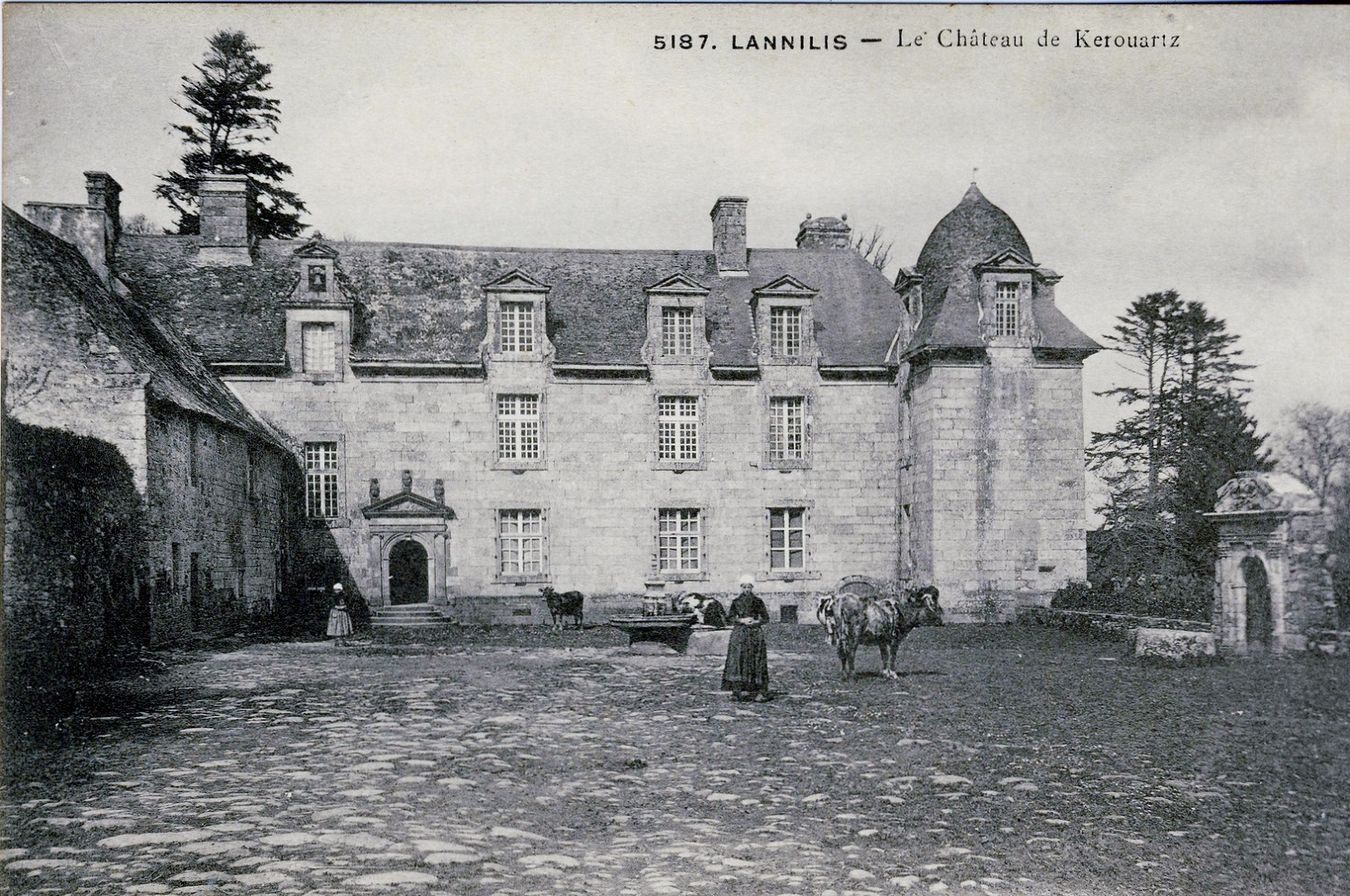
Le château de Kerouartz vers 1920 (carte postale Émile Hamonic).

Régis Valette écrit que cette famille appartient à la noblesse d'extraction chevaleresque sur preuves de 1375.
En 1669, un de ses membres est reconnu « seigneur du dit-lieu, de Keringarz, de la Fosse, du Coulm, de Laurenlemen, de Keranroux, de Bergoët et de Ploudiner, en Lannilis ; de Kermarho, de l'Isle, de Basseville, de Basseville, de Lézérazien et de Lomenven en Guiclan ; de Penhoët en Saint-Thégonnec ; de Kerthomas, de Penvern et de Lomélar, en Plounéventer ; de la Ville-Aubray et de Lossulien en Guipavas ; de Bois-Boixel, de Kermellec, de Coateozen, en Landouzan ; de Kergroadez, en Plourin ».
En 1789, trois membres de cette famille participent aux élections des députés de la noblesse aux États généraux : Alexandre, Jacques-Joseph et Jacques-Louis-François-Marie-Toussaint de Kerouartz.
Le château de Kerouartz fut vendu comme bien national pendant la Révolution française.

## Généalogie
Elle a comparu aux montres et réformations de 1424 à 1534 et la réformation de 1669 l'a reconnue « noble d'ancienne extraction ». Sa devise est : « Tout en l'honneur de Dieu ». Voici une généalogie

### Non rattachés
- Macé de Kerouartz participa en 1248 à la Septième croisade ; ses armes figurent au musée de Versailles
- Hervé de Kerouartz, homme d'armes au service du pape Grégoire XI et se battit contre les Florentins en 1396.

### Filiation prouvée
Branche A :
- Olivier de Kerouartz, sieur de la Motte, né en 1570, marié en 1600 avec Catherine de Kersauson.
  - François de Kerouartz, sieur de la Motte, décédé en 1659, marié en 1628 avec Urbaine de Kermenou.
    - Joseph Hyacinthe de Kerouartz, sieur de l'Isle, marié le 4 septembre 1673 avec Catherine Le Sénéchal de Lézérazien (manoir situé en Guiclan, à la limite de Lampaul-Guimiliau).
      - François-René de Kerouartz, né le 25 février 1682, mort le 9 décembre 1754, comte de Kerouartz, seigneur de Lézérazien, marié en 1713 en l'église Saint-Melaine de Morlaix avec Jacqueline de Bonnemetz du Bois.
        - Leur fille, Marguerite-Françoise de Kerouartz, s'est mariée avec Joseph-Guillaume de Poulpiquet, seigneur de Kerman, comte de Coëtlez, né le 3 août 1711 au château de Villeneuve et mort le 15 mai 1757, enterré dans la cathédrale de Saint-Pol-de-Léon. Il était lieutenant-colonel de la garde-côte du Haut Léon.
        - Son frère, Jacques-Joseph-René de Kerouartz, né le 29 septembre 1714 à Guiclan, mort le 17 mars 1778 à Brest, comte de Penhoët-Gié, de Lézérazien et de Loumenven, marié avec Mathurine  Josèphe Reine de Kergoët (héritière du château et de la seigneurie du Guily en Lothey), président au Parlement de Bretagne, émigré en 1792.
          - Leur fils, Jacques-Joseph, vicomte de Kerouartz, marié le 4 octobre 1775 avec Anne Thérèse Marie Thépault du Breignou.
          - Sa sœur, Hortense de Kerouartz se marie le 25 avril 1769 avec Paul-Jules de la Porte-Vezins.
            - Leur fille, Françoise Mathurine Alexandrine Augusta de La Porte Vezins, décédée le 26 mars 1803, s'était mariée le 21 août 1798 avec Louis-Marie-Joseph de Kerouartz de Lézérazien (voir « branche B »).
            - Leur fils Jacques Marie Paul Chrétien de La Porte-Vezins fut maire de Plouhinec entre 1810 et 1818.

  - Vincent de Kerouartz, né le 21 octobre 1611 à Lannilis, mort le 17 mars 1674 à Daoulas, chanoine de l'abbaye Notre-Dame de Daoulas et prieur d'Irvillac où il fit construire l'église paroissiale Saint-Pierre en 1656.

Branche B :
- Allain II, sieur de Kerthomas, décédé en 1602, marié le 30 avril 1579 avec Isabeau du Chastel.
  - Leur fille, Françoise de Kerouartz, née le 22 juillet 1582, mariée le 3 avril 1606 avec Hervé de Kersauson, sieur de Pennendreff.
  - Le fils d'Allain II, Claude de Kerouartz, né le 8 août 1581, décédé en 1627, chevalier de l'Ordre du roi, qui reconstruisit vers 1620 le château de Kerouartz. Marié avec Françoise de Kerbic.
    - Leur fils, Jean II de Kerouartz, né le 8 janvier 1606, mort le 10 mai 1661, époux de Catherine du Lys
      - Leur fils, Paul-François-Xavier, marquis de Kerouartz, né le 12 décembre 1649, marié avec Marie Madeleine de Rhunes de D'Auffroy, puis avec Louise Ane Dauvet de Rieux. Capitaine de chevau-légers, il participa aux guerres de Louis XIV, en particulier aux sièges de Challe et d'Épinal et le roi lui confère le titre de marquis[réf. nécessaire].
        - Leur fils, Sébastien-Louis de Kerouartz, né vers 1704, mort le 20 décembre 1772, qui épousa en 1732 Marie-Jeanne de Kergroadès, de Brélès.
          - Leur fille, Marie-Jeanne-Charlotte de Kerouartz, née en 1734, décédée le 12 juin 1775 à Morlaix, mariée avec son cousin au 7e degré François-Jacques de Kerouartz, seigneur de L'Isle, né le 21 avril 1734 à Guiclan, mort le 5 août 1775 à Lannilis et nommé le 8 mai 1756 conseiller au Parlement de Bretagne.
            - Leur fils, Jacques-Louis-François-Marie-Toussaint de Kerouartz, né le 25 août 1761 à Morlaix, mort le 25 février 1844 à Guingamp, chef de nom et d’armes, chevalier, et marquis de Kerouartz, comte de Penhoët, vicomte de Kermolic, châtelain de Lossulien, seigneur de Lezarazien, fréquenta la Cour de Versailles[réf. nécessaire], fut capitaine au Régiment Dauphin - Cavalerie, lieutenant-colonel de cavalerie et Major en second d’infanterie, parrain de l'une des cloches de l'église paroissiale de Lannilis en 1790[5]. Il se maria avec Reine du Cleuz de Gage (famille originaire de Pleumeleuc) qui lui apporta en dot plus de 200 000 livres de revenu et le château de Kergroadez à Brélès, puis en juin 1806 avec Cécile-Marie-Augustine Vicomte de la Houssaie.
            - Un autre de leurs fils, Claude-François-Louis de Kerouartz, né le 22 mai 1771 à Morlaix fut tué le 16 juillet 1795 lors de l'Expédition de Quiberon. Il était sous-lieutenant dans la compagnie que commandait son oncle, Alexandre-Mathurin-Auguste de Kerouartz, capitaine de vaisseau, lequel, après avoir rejoint la flotte anglaise, mourut d'ailleurs des suites de ses blessures à Gosport (Angleterre)[6].
            - Un autre de leurs fils est Louis-Marie-Joseph de Kerouartz de Lézérazien, né le 22 juillet 1766 à Kerouartz, marié avec Françoise Mathurine Alexandrine Augusta de La Porte-Vezins (voir « branche A »), puis avec Anne Marie Miorcec de Kerdanet, fille de Daniel Nicolas Miorcec de Kerdanet[7], ancien député du Finistère. Pendant la Révolution française, six des sept enfants de François-Jacques de Kerouartz et de Marie-Jeanne-Charlotte de Kerouartz émigrèrent. Seul Louis-Marie-Joseph de Kerouartz de Lézérazien fit un choix opposé, restant faire carrière dans la marine française, embarquant à la fin de l'année 1790 comme lieutenant de vaisseau sur l’Éole à destination de Saint-Domingue où il dut faire face à une mutinerie ; rentré en France le 1er janvier 1793 (il débarqua à Paimbœuf), il s'engage le 23 juillet 1793 à Saumur dans le 7e régiment de hussards et combat dans les rangs de l'armée républicaine en Vendée, puis dans l'Armée de Sambre-et-Meuse jusqu'au 13 germinal an III (4 avril 1795), où, atteint par la maladie (il séjourne à l'hôpital militaire de Bruxelles), il est réformé. Il rentre à Lannilis le 10 fructidor an III (28 août 1795) et récupère la propriété des manoir, métairie et moulin de Lézérazien (en Guiclan) en passe d'être vendus comme biens nationaux. « Considérant qu'aucune prescription, aucune fin de non recevoir ne peut être opposée à un défenseur de la Patrie, qui a combattu pour elle sur mer, contre la Vendée et dans les armées triomphantes de Sambre et Meuse et devant Mayence jusqu'en Thermidor an IV, sans interruption et tant que sa santé lui a permis. Il sera sursis à toute vente de bien indivis entre la République et le citoyen Louis Kerouartz », tranche l'administration du département du Finistère[8]. Il fut maire de Guiclan entre 1807 et 1816 et mourut le 7 mai 1825 à Brest, capitaine de vaisseau honoraire[9].
              - Leur fils, Albert de Kerouartz, né le 22 novembre 1807, mort le 17 mai 1886, capitaine de frégate, se maria le 6 juillet 1836 avec Louise-Marie-Salomé Gobelin. Il construisit en 1871 le château de Lézérazien pour remplacer l'ancien manoir.
                - Leur fille, Marie-Caroline de Kerouartz, née le 21 novembre 1842, décédée le 8 juin 1907, religieuse, offrit en 1894 le château de Lézérazien pour y créer l'œuvre des Missionnaires d'Haïti. 
                  - Un arrière-petit-fils de Jacques-Louis-François-Marie-Toussaint de Kerouartz et de Reine du Cleuz de Gage, Frédéric Alphonse Marie Xavier de Kerouartz, né le 6 mai 1858 à Guingamp, mort le 26 juin 1930 à Paris, marié avec Marie Marguerite Louise d'Andigné, fut conseiller général du canton de Callac, député des Côtes-du-Nord de 1898 à 1902 et sénateur de ce même département entre 1912 et 1921. Sa carrière parlementaire fut très discrète ; il intervint par exemple contre l'adoption de la loi de 1901 sur les associations[10]. Il habitait le château des Salles à Guingamp.
                    - Le fils de ce dernier, Albert Ernest Marie Oswen de Kerouartz, né le 11 septembre 1898 à Franc-Waret (Belgique), mort le 30 août 1975 à Paris, fut député des Côtes-du-Nord (groupe indépendant d'action économique, paysanne et sociale) de 1930 à 1936[11].

    - Leur fille, Claude de Kerouartz, née le 17 septembre 1614 à Lannilis, décédée le 15 décembre 1672 à Quimperlé, fut la fondatrice et la première Mère supérieure sous le nom de Claude des Anges du couvent des Ursulines de Quimperlé.